# نوریاسو آگماتسو
نوریاس آگِماتسو (انگلیسی: Noriyasu Agematsu؛ زادهٔ ۱ مارس ۱۹۷۸) یک آهنگساز اهل ژاپن و یکی از مؤسسین گروه اِلِمنتس گاردن است.